# Bit Barrua
Bit Barrua (Casa de Barrua) fou una regió a l'est d'Assíria conquerida segurament per Teglatfalassar III. Potser era un regne o principat tribal però la inscripció està damnada. Correspon a la regió de Kermansah-Kangavar, al nord de Kermansah. El seu nom urartia fou Baruata (Barua Ta, amb el mateix significat). Va formar part de la província de Kharkha i se li va agregar la ciutat de Sissirtu en temps de Sennàquerib. Vers el 670 aC fou ocupada pels medes dirigits per Kaštariti o Fraortes (amb ajut cimmeri-escita).